# Objaw Trousseau (żylny)
Objaw Trousseau, zespół Trousseau – związany z nowotworami (np. gruczolakorakami trzustki, płuc), objawia się wędrującym zakrzepowym zapaleniem żył spowodowanym nadkrzepliwością krwi.

## Historia
Objaw opisał po raz pierwszy w roku 1860 Armand Trousseau, a później odkrył go u samego siebie. Zdiagnozowano u niego raka żołądka, z powodu którego później zmarł.